# Pfalz-Lautern
Das Fürstentum Lautern, auch Pfalz-Lautern genannt, bestand als eigenständiges Territorium im Heiligen Römischen Reich im Grunde nur zur Zeit von Johann Casimir von der Pfalz zwischen 1559 und 1592, danach ging es wieder in der Kurpfalz auf. Reichsrechtlich bestand es aber bis in die Endphase des Reiches weiter.

## Zeit unter Johann Casimir
Friedrich III. von der Pfalz aus der Linie Pfalz-Simmern des Hauses Wittelsbach vermachte die Kurpfalz an den Sohn Ludwig VI. Für seinen Sohn Johann Casimir wurde aus Teilen der Pfalz Pfalz-Lautern gebildet. Es bestand aus den Oberämtern (Kaisers-)Lautern und Neustadt an der Haardt sowie dem Amt Sobernheim.
Während Ludwig VI. zum Luthertum überging, blieb Johann Casimir dem Calvinismus treu. Als Gegengewicht zur Universität Heidelberg gründete er die Hohe Schule in Neustadt (Casimirianum). In seiner Zeit war sie eine bedeutende calvinistische Hochschule. Johann Casimir siedelte systematisch reformierte Zuwanderer aus den Niederlanden in seinem Gebiet an und förderte so die gewerbliche Entwicklung.
Die finanziellen Mittel für seine Politik stammten nicht zuletzt aus den Einkünften aufgehobener Klöster. Hinzu kamen ausländische Subsidien. Dafür stellte Johann Casimir unter anderem für den Freiheitskampf der Niederlande zeitweise Truppenkontingente von bis zu 15.000 Mann. Allerdings überwarf er sich dabei mit Wilhelm von Oranien.
Seit dem Tod Ludwigs VI. 1583 war Johann Casimir auch Administrator der Kurpfalz für seinen Neffen Friedrich IV.

## Folgezeit
Nach dem Tod Johann Casimirs fiel das Gebiet an die Kurpfalz zurück. Zusammen mit dem Fürstentum Simmern kam es 1611 an Ludwig Philipp.
Als Teilgebiet der Kurpfalz umfasste das Fürstentum das Oberamt Lautern. Hauptort war (Kaisers-)Lautern. Unterämter waren Otterberg, Rockenhausen und Wolfstein. Hinzu kamen die Gerichte Kübelberg, Ramstein, Steinwenden, Weilerbach, Morlautern, Neukirchen, Alsenborn und Waldfischbach.
Das Fürstentum gehörte zum oberrheinischen Reichskreis und mit seinem Besitz war auch nach dem Verlust der Eigenständigkeit eine Virilstimme im Reichstag beziehungsweise dem Reichsfürstenrat verbunden.
Von 1798 bis 1814 gehörte das Gebiet zu den von Frankreich annektierten linksrheinischen Gebieten und wurde Teil des Département du Mont-Tonnerre. Seit 1816 gehörte das Gebiet zum Königreich Bayern.